# Xã Newton, Quận Mackinac, Michigan
Xã Newton (tiếng Anh: Newton Township) là một xã thuộc quận Mackinac, tiểu bang Michigan, Hoa Kỳ. Năm 2010, dân số của xã này là 427 người.